# Diego Laxalt
Diego Sebastián Laxalt Suárez (ur. 7 lutego 1993 w Montevideo) – urugwajski piłkarz występujący na pozycji obrońcy w rosyjskim klubie Dinamo Moskwa oraz w reprezentacji Urugwaju.

## Kariera klubowa
Diego Laxalt jest wychowankiem Defensoru Sporting. Zadebiutował w Primera División Uruguaya w wygranym 4:0 meczu z Montevideo Wanderers rozegranym 1 września 2012. 24 lutego 2013 zdobył pierwszego gola w spotkaniu z Nacionalem Montevideo. Po zakończeniu sezonu przeniósł się do Interu Mediolan. Kwota transferu wynosiła ok. 3 mln euro i została rozłożona na dwie raty. Z Interem związał się pięcioletnim kontraktem. Wkrótce po przyjeździe do Mediolanu został wypożyczony do FC Bologna w ramach transferu Saphira Taïdera, gdzie miał zdobyć potrzebne doświadczenie. Rossoblu otrzymali również prawo do nabycia 50% karty zawodniczej Laxalta. 25 września zadebiutował w barwach Bolonii w meczu ligowym z AC Milan i od razu dwukrotnie pokonał bramkarza Rossonerrich.

## Kariera reprezentacyjna
W 2012 r. otrzymał pierwsze powołanie do reprezentacji Urugwaju U-20. Rok później uczestniczył z nią na rozgrywanych w Argentynie Młodzieżowych Mistrzostwach Ameryki Południowej 2013, w których zdobył brązowy medal i został wybrany do najlepszej jedenastki turnieju. Dzięki temu sukcesowi wziął udział w rozgrywanych na przełomie czerwca i lipca MŚ U-20. W Turcji był podstawowym zawodnikiem drużyny, która zdobyła wicemistrzostwo świata w tej kategorii wiekowej.

## Styl gry
Laxalt jest lewoskrzydłowym, który może także zagrać jako trequartista. Wyróżnia się wyszkoleniem technicznym, szybkością i wytrzymałością. Jest lewonożny.

## Sukcesy
- Mistrzostwa Świata U-20 2013: srebro
- Młodzieżowe Mistrzostwa Ameryki Południowej U-20 2013: brąz

## Statystyki
| Sezon                             | Klub       | Liga  | Liga | Liga   | Puchar krajowy | Puchar krajowy | Puchar krajowy | Puchary kontynentalne | Puchary kontynentalne | Puchary kontynentalne | Ogółem | Ogółem | Ogółem |
| Sezon                             | Klub       | Mecze | Gole | Asysty | Mecze          | Gole           | Asysty         | Mecze                 | Gole                  | Asysty                | Mecze  | Gole   | Asysty |
| --------------------------------- | ---------- | ----- | ---- | ------ | -------------- | -------------- | -------------- | --------------------- | --------------------- | --------------------- | ------ | ------ | ------ |
| Primera División Uruguaya 2012/13 | Defensor   | 15    | 1    | -      | 0              | 0              | -              | 0                     | 0                     | 0                     | 15     | 1      | -      |
| Serie A (2013/2014)               | Bologna FC | 1     | 2    | 0      |                |                |                |                       |                       |                       | 1      | 2      | 0      |
| Razem                             | Razem      | 16    | 3    | -      | -              | -              | -              | -                     | -                     | -                     | 16     | 3      | 0      |